# Legende o zlu i praštanju
Legende o zlu i praštanju su objedinjena tri filmska scenarija: „Svitanje“, „Otimač snova“ i „Dan kada je drveće počelo da hoda“ reditelja i pisca Slobodana Ž. Jovanovića. Kao celina oni predstavljaju tri legende o zlu i praštanju među ljudima i istorijski obuhvataju događanja na uzburkanom tlu Balkana u periodu između 1945. i 2008. godine.
- „Svitanje“ - dešava se sedam dana pre početka Inforbiroa. To je ljubavna priča dvoje mladih koji ne shvataju političku situaciju i nastali haos koji kao takvi razaraju njihovu ljubav i vode ih u tragičnu sudbinu.
- „Otimač snova“ - priča o savremenoj pošasti koja kosi sve koji je se dotaknu, to jest drogi.
- „Dan kada je drveće počelo da hoda“ - priča o Čoveku, balkanskom Odiseju, rastrzanom spoznajom da se više nikada neće vratiti „kući“.

Štampana je jula 2009. u Beogradu, u privatnom izdanju Dragomira Džambića pod rednim brojem 5.